# Hartge
Vous pouvez aider à l'améliorer ou bien discuter des problèmes sur sa page de discussion.
- Il peut contenir du texte généré par intelligence artificielle. Tout texte généré par une IA identifiable comme tel doit être supprimé ou réécrit. Il peut contenir des informations ou références hallucinées, ne pas respecter la neutralité de point de vue ou le style encyclopédique. (Marqué depuis juin 2025)

Vous pouvez aider à l'améliorer ou bien discuter des problèmes sur sa page de discussion.
- Il ne cite pas suffisamment ses sources. Vous pouvez indiquer les passages à sourcer avec {{référence nécessaire}} ou {{Référence souhaitée}}, et inclure les références utiles en les liant aux notes de bas de page. (Marqué depuis juin 2025)
- Son texte doit être wikifié : il ne correspond pas à la mise en forme Wikipédia (style, typographie, liens internes, liens entre les wikis, etc.). (Marqué depuis juin 2025)
- Son ton est trop promotionnel ou publicitaire, voire hagiographique. Le texte doit adopter un ton neutre et encyclopédique. (Marqué depuis juin 2025)
- Il n’est pas rédigé dans un style encyclopédique. (Marqué depuis juin 2025)

- Archive Wikiwix
- Bing
- Cairn
- DuckDuckGo
- E. Universalis
- Gallica
- Google
- G. Books
- G. News
- G. Scholar
- Persée
- Qwant
- (zh) Baidu
- (ru) Yandex
- (wd) trouver des œuvres sur Wikidata

Herbert HARTGE avec sa société HARTGE était un préparateur automobile. A l’instar d’ALPINA et d’AC SCHNITZER, HARTGE était l’un des grands préparateurs allemands spécialisées dans les kits tuning BMW. Outre la transformation complète des voitures, Hartge proposait également des solutions de personnalisation pour les marques BMW, BMW M, MINI et Range Rover. Ainsi, depuis 1985, tous les véhicules assemblés dans les ateliers HARTGE reçoivent une nouvelle plaque de châssis spécifique qui remplace la plaque signalétique originale de BMW pour les véhicules destinés uniquement au marché allemand. Cela dit, HARTGE conservera toujours son statut de préparateur automobile et propose de nombreux kits de transformations moteur ainsi que des kits aérodynamiques et des kits d’échappement et de suspension, ou les produits HARTGE seront distribués à travers le monde via un réseau d’importateurs qui ont été mis en place au fur et à mesure de l’évolution de l’entreprise.
HARTGE proposait des véhicules entièrement modifiés mais aussi des accessoires de personnalisation de véhicules : kit carrosserie, jantes, kit moteur, suspension, échappement...

## Histoire

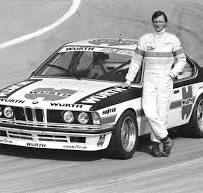

Le constructeur et préparateur automobile Hartge est né d’une grande passion de son fondateur, Herbert HARTGE (15/09/1944 - 17/03/2025), pour les sports automobiles. En effet, Herbert Hartge était bien connu dans les milieux des sports automobiles notamment dans la catégorie des courses de voitures de tourismes et celle des rallyes. Entre 1969 et 1983, il a participé à plusieurs compétitions de course automobile avec des voitures de sports BMW dont l’emblématique 635 Csi. En 1971, Herbert HARTGE et ses deux frères Andreas et Rolf ont ouvert un petit centre de réparation automobile au nom de Herbert HARTGE GmbH à Merzig, une petite ville allemande qui n’est pas très loin de la frontière sud entre l’Allemagne et la France. 

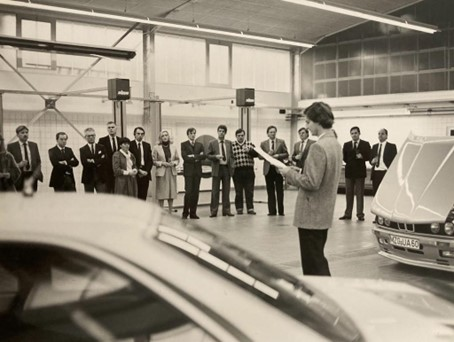

Grâce à son excellente qualité de service, le nouveau centre automobile des frères HARTGE a rapidement gagné une grande popularité parmi les propriétaires locaux de voitures BMW et Mercedes. Ayant développé de bonnes relations avec les responsables de BMW, Herbert HARTGE a pu obtenir l’assistance technique de la marque bavaroise pour commencer sa nouvelle activité de tuning moteurs BMW dès 1974.

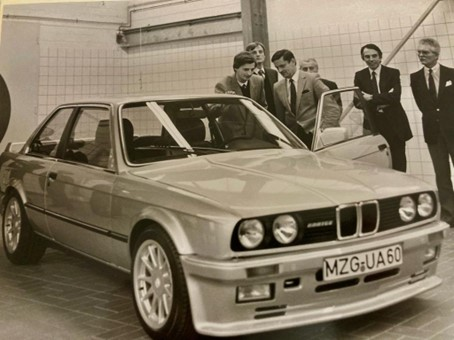

En 1971, il fonde sa société HARTGE qui se spécialise dans l'amélioration moteur des modèles de BMW. En 1974, HARTGE s’installe d'abord à Merzig puis à Beckingen dans des locaux spécialement construits pour l’entreprise. Etant donné que l’atelier HARTGE à Merzig était trop petit pour accueillir le matériel nécessaire à la nouvelle activité, les frères HARTGE après 1974 ont décidé d’aménager un nouvel atelier à Beckingen, une ville qui se trouve à quelques kilomètres de Merzig. Le nouveau centre devait également servir pour distribuer les véhicules de la marque BMW. Les allemands étant très fans des voitures modifiées, HARTGE s’est doucement forgé une bonne réputation dans le paysage du tuning allemand, puis français. 
En 1985, le ministère allemand des Transports reconnaît officiellement HARTGE comme constructeur automobile.
Depuis 1985, si HARTGE est reconnu en Allemagne comme constructeur (en conservant son titre de transformateur en vendant des kits de transformation moteur ou châssis), en France, il est resté un accessoiriste (comme BBS par exemple). Il n’existe donc pas de voiture française avec une plaque signalétique spécifique à HARTGE qui n’a pas réussi (ou voulu ?) franchir le cap de devenir un constructeur à part (comme ALPINA). Outre la transformation complète des véhicules, HARTGE proposait plusieurs accessoires de personnalisation BMW. Puis au fils des ans, il rajoutera les voitures du groupe BMW (MINI et Range Rover). Fidèle à son style tuning allemand oblige, les kits aérodynamiques HARTGE pour BMW restent discrets tout en apportant une nouvelle touche sportive aux véhicules sur lesquels ils sont montés. Les kits aérodynamiques HARTGE sont également assez complets et comportent de nombreux éléments stylistiques que ce soit pour l’extérieur ou l’intérieur. Au choix, il était possible de monter plusieurs pièces carrosserie HARTGE telles que les boucliers, les bas de caisse, les jantes en alliages légers, des spoilers avant et arrière. Pour l'intérieur, le tuner allemand proposera des tapis au logo HARTGE, des kits de pédaliers en aluminium et le volant typique Hartge à trois ou quatre branches. Herbert HARTGE n'ayant pas les machines pour fabriquer ses pièces, il s'entourait toujours des meilleurs fabricants. Par exemple, pour la conception et la réalisation de ses échappement HARTGE pour BMW, ils seront confiés à l’équipementier italien "SUPERSPRINT" selon ses cahiers des charges. Outre les sonorisations impressionnantes qu’ils procurent encore aujourd'hui lors des accélérations, ces kits fabriqués en inox offrent un gain léger en puissance grâce notamment à leur design favorisant l’écoulement des gaz d’échappement. Pour les jantes, ce sera RONAL, pour les spoilers ou jupes, PFEBA et BBS seront les partenaires. Seules les pièces en alu seront moulées dans un atelier local (cache-culbuteurs, repose-pieds...). Les ajouts de compteurs marqués HARTGE seront faits chez VDO, les amortisseurs seront confiés à Bilstein (en ajoutant le logo HARTGE)..
Toutefois en France, il était possible, via SODICA basé à Nancy, d’envoyer sa voiture à l’usine de Beckingen en Allemagne, pour passer dans les ateliers et subir les transformations à la carte, que cela soit pour le châssis (freins, amortisseurs, barre anti rapprochement ou anti roulis, jantes.), moteur (préparation qui pouvait être faite directement sur le moteur ou par échange standard, calculateur reprogrammé, ligne complète en inox, cache culbuteurs signé HARTGE…), l’intérieur (volant 3 ou 4 branches au choix avec gravure HARTGE ou logo de klaxon HARTGE selon les modèles, pommeau de vitesse en cuir siglé HARTGE, repose-pieds en alu HARTGE, compteur gradué jusqu’à 260 ou 280 km/h, manos additionnel au-dessus du cendrier…) jusqu’à l’extérieur, la carrosserie (jupe avant et/ou arrière spécifique, jupes latérales et béquets…). Bref, en sortant, le propriétaire avait une voiture différente, tant en comportement routier que dans son aspect.
Les véhicules sortis des ateliers disposent donc d'une nouvelle plaque signalétique avec un nouveau numéro de châssis à la suite de la transformation. Cependant, en France l'homologation des produits Hartge ne se fera pas et donc les quelques BMW HARTGE de l'époque étaient "kitées" chez SODICA qui était l'importateur officiel Hartge. Il n’était pas rare qu’il y ait alors les plaques d’identification HARTGE (rouge ou bleue selon les années) à la place de celle BMW en reprenant les numéros VIN du constructeur.
L'entreprise atteignait une certaine notoriété pour ses succès dans le sport automobile dans les années 1970. Le fondateur de firme Herbert HARTGE pouvait compter entre 1971 et 1979 sur la BMW 2002 et plusieurs victoires. En 1980 il sera même le pilote le plus performant de la catégorie 2.0l. En 1982 et 1984 Harald Demuth sur une BMW 323i préparé par Hartge gagnait le championnat de rallye allemand. En 1983 et 1984 l'équipe Hartge participait au championnat DTM. Eric van de Poele courait en 1987 pour l'équipe HARTGE pour le championnat allemand de formule 3 et finissait le championnat à la onzième place (son meilleur résultat été la 3ème place).
Erwin Weber et Matthias Feltz lançait en 1988 une BMW M3 de HARTGE dans le championnat d'Europe de rallye et rallye l'Allemagne, (s'arrêtait en raison d'une suspension endommagée). Le championnat de « montagne d'Europe » sera gagné en 1989, en 1990, en 1992 et 1993 sur BMW M3 de HARTGE avec Francis Dosières. Jean-Michel Martin devenait également sur une Hartge-M3 en 1990 ainsi qu'en 1991 vice du championnat de procar belge.

## Modèles
Les modèles les plus connus, ou Herbert HARTGE s'est fait remarqué, concernent les BMW E21 puis et surtout les E30. Ce qu'il faut savoir, c'est ce constructeur (puisque s'en est un reconnu en Allemagne, mais pas en France comme tel), proposait tout à la carte, allant des stickers bandes latérales HARTGE, aux roues de 14", 15", 16" monoblocs en 4x100, de très rare jantes 16" 4x100 3 parties, au collecteur inox ou la ligne complète, le cache culbuteurs... Pour l'intérieur, le client pouvait choisir un volant (3 ou 4 branches), un pommeau de vitesse HARTGE, un repose pieds alu, un compteur jusqu'à 260 ou 280 km/h...etc. Et pour la partie carrosserie, des jupes avant, latérales ou arrières, sans oublier le béquet.... Bref, on choisissait selon son budget, son envie.
On commence avec : 
H23:
La BMW type H23 était presque le même que l'ALPINA C1 2.3 323i modifiée. HARTGE a pris le moteur 2.3 litres pour arriver à 170 CV et a fait des modifications similaires aux méthodes utilisées par ALPINA, et même SCHNITZER. 
En option on pouvait avoir le petit spoiler (béquet) comme sur l'image ci-contre (51 11 0320) compatible E21 et E30.
HARTGE partait donc du moteur M20B23, pour y mettre un nouvel arbre à cames, une culasse retravaillée, des pistons forgés pour augmenter la compression (10:1). Quand la voiture venait à l'usine, la formule (code HARTGE 11 22 0430 + 31 22 0432 + 51 22 0420) comprenait :
* Un kit culasse 175 chevaux avec échappement complet, collecteur spaghetti inox gravé en 40 mm de diamètre et une sortie d'échappement droite + cache culbuteurs spécial en aluminium moulé gravé HARTGE.  
* Suspensions BILSTEIN gravé HARTGE (31 20 0433 amortisseurs Av + 31 20 0437 amortisseurs Ar), ressorts surbaissé de 35 mm (31 22 0436 Av + 31 22 0437 Ar) + renfort de suspension AV (barre anti rapprochement alu 31 16 0350) avec les références HARTGE  
* Roues alu monoblocs en 7,5 x 16 avec pneus Pirelli P700 (195/50 VR16) (36 22 0300). 
* Spoiler avant HARTGE (51 22 0432 ou 51 22 0510 selon les années modèles phase 1 ou 2). 
* Spoiler arrière HARTGE (51 22 0220 ou 51 22 0520 selon les années modèles phase 1 ou 2). 
* Jeux de bas de caisses latérales (51 22 0350 ou 51 22 0350 selon les années modèles phase 1 ou 2)
* Bandes adhésives latérale HARTGE argent (51 22 0910) ou anthracite (51 22 0920). 
* Monogramme HARTGE (à l'avant et arrière de la voiture + H23). 
* Volant cuir 4 branches avec bouton de klaxon au couleur HARTGE (32 22 0400). 
* Boule ou pommeau de vitesse au couleur HARTGE (99 49 0140).
Le moteur a reçu le code : MB9E.
Un différentiel à glissement limité à 40 % (33 22 0456) et des barres anti-roulis renforcées en diamètre plus gros étaient disponibles en option (31 16 0350 ou 31 16 0450 selon les années pour l'avant et 33 22 0461 pour l'arrière). Il était possible également de commander un kit essuie-glace monobras, type DTM (61 22 0435) assez rare vu le prix (1 881 Francs en 1988) ou un repose pieds alu HARTGE (41 22 0100). 
| Comparatif                    | BMW 320i           | HARTGE H23         |
| Cylindrée en cm3              | 1 990              | 2 316              |
| Puissance CV (à nbre tours) : | 129 (6 000 tr/min) | 170 (6 100 tr/min) |
| Couple N (à nbre tours) :     | 174 (4 000 tr/min) | 223 (3 900 tr/min) |
| Vitesse max km/h              | 197 km/h           | 211 km/h           |
| km départ arreté              | 30,7 s.            | 28,9 s.            |
| 0 à 100 km/h :                | 10,2 s.            | 7,4 s.             |

.H26
La H26 était basée sur le moteur M20B23 ou M20B25. Dans cette dernière, HARTGE a augmenter la cylindrée et s'est attaché à régler le moteur 2,5 litres existant en passant à 2,6 litres. En installant un arbre à cames et un collecteur plus agressifs ainsi qu'un ECU ébréché , ils ont pu augmenter la puissance à plus de 190 ch. Elle peut être équipée de différentiels à glissement limité de 3,45:1 ou 3,25:1. Les barres anti-roulis Hartge étaient de série sur la H26. De 0-100 km/h en 7 secondes.
On y retrouvait en option : roues, volant, instruments, emblèmes et travail sur le moteur. Le code moteur était : MB16E. Le rapport final était de 3,64:1, les dimensions des pneus étaient de 195/50 à l'avant et à l'arrière. 
| Comparatif                    | BMW 323i           | HARTGE H26         | BMW 325i           |
| Cylindrée en cm3              | 2 316              | 2 560              | 2 494              |
| Puissance CV (à nbre tours) : | 150 (6 000 tr/min) | 195 (6 000 tr/min) | 171 (5 800 tr/min) |
| Couple N (à nbre tours) :     | 205 (4 000 tr/min) | 245 (4 100 tr/min) | 225 (4 000 tr/min) |
| Vitesse max km/h              | 204 km/h           | 219 km/h           | 216 km/h           |
| 400 m départ arreté           | 16,2 s.            | 15,1 s.            | 15,6 s.            |
| km départ arreté              | 29,9 s.            | 27,5 s.            | 28,8 s.            |
| 0 à 100 km/h :                | 8,7 s.             | 7,2 s.             | 8,1 s.             |

H27
HARTGE a apprécié la conversion de l'ALPINA C2 2.7 en 2.7, bien qu'on ne sache pas s'il s'agit d'un diesel standard ou d'un arbre à cames ETA 2.7. La puissance était de 205 CV avec un taux de compression de 10,2:1. 
Pour une conversion complète sur base moteur M20B20, en HARTGE type H27 (code 10 27 0520 pour voiture avec catalyseur), cela comprenait : 
* Un échange standard du moteur neuf de série BMW, avec collecteur d'admission et calculateur et échappement complet, collecteur spaghetti inox gravé HARTGE en 50 mm de diamètre et une sortie d'échappement coudée + cache culbuteurs spécial en aluminium moulé gravé HARTGE.
* Suspensions BILSTEIN gravé HARTGE (31 20 0433 amortisseurs Av + 31 20 0437 amortisseurs Ar), ressorts BILSTEIN surbaissé de 35 mm (31 22 0436 Av + 31 22 0437 Ar) + renfort de suspension AV (barre anti rapprochement alu 31 16 0350).  
* Roues alu monoblocs en 7,5 x 16 avec pneus Pirelli P700 (205/50 VR16) (37 22 0350).  
* Freins et plaquettes de freins sport renforcées (34 25 0435) pour jantes mini en 16". 
* Spoiler avant HARTGE (51 22 0432 ou 51 22 0510 selon les années modèles phase 1 ou 2). 
* Spoiler arrière HARTGE (51 22 0220 ou 51 22 0520 selon les années modèles phase 1 ou 2). 
* Jeux de bas de caisses latérales (51 22 0350 ou 51 22 0350 selon les années modèles phase 1 ou 2)
* Bandes adhésives latérale HARTGE argent (51 22 0910) ou anthracite (51 22 0920). 
* Monogramme HARTGE (à l'avant et arrière de la voiture + H27). 
* Volant cuir 4 branches avec bouton de klaxon au couleur HARTGE (32 22 0400). 
* Repose pieds HARTGE (32 22 0400). 
* Compteur de vitesse (tachymètre) avec logo HARTGE (62 22 0010) gradué jusqu'à 280 km/h. 
* Boule ou pommeau de vitesse au couleur HARTGE (99 49 0140).  
* kit essuie-glace 1 bras, type DTM (61 22 0435) 
En option, était disponible, un différentiel à glissement limité passant de 25 à 40% (33 22 0456), des barres anti-roulis renforcées en diamètre plus gros (31 16 0350 ou 31 16 0450 selon les années pour l'avant et 33 22 0461 pour l'arrière), un réservoir d'essence supplémentaire en alu (non compatible cabriolet), de 50 litres (16 27 0430).  
Il était possible également de commander chez HARTGE, un jeu d'instruments supplémentaire à mettre devant le cendrier gravé HARTGE (62 22 0445) avec au choix, mano pression d'huile VDO 0-10 bar (62 22 0011), sonde pression d'huile VDO 0-10 bar (62 22 0012), raccord pour pression d'huile VDO (62 22 0013), mano température d'huile VDO (62 22 0014), sonde température d'huile VDO Ǿ 12 mm (62 22 0015), voltmètre VDO (62 22 0016), température extérieure VDO (62 22 0017), sonde température d'huile VDO Ǿ 22 mm (62 22 0018) pour pont arrière, ampèremètre VDO (62 22 0019), mano température d'eau VDO 120° (62 22 0020). Roues alu monoblocs en 7,5 x 16 avec pneus Pirelli P700 (205/50 VR16 avant et 225/45 VR 16 arrière) (37 22 0400) ou des jantes alu 3 parties en 7,5 x 16 pour l'avant avec pneus Pirelli P700 (205/50 VR16 avant)  et 7,5 x 16 pour l'arrière (avec pneus 225/45 VR 16) (37 22 0500).  
Code moteur : MB18E.
| Comparatif                    | BMW 325i           | H27                |
| Cylindrée en cm3              | 2 494              | 2 693              |
| Puissance CV (à nbre tours) : | 171 (5 800 tr/min) | 205 (5 800 tr/min) |
| Couple N (à nbre tours) :     | 225 (4 000 tr/min) | 268 (3 900 tr/min) |
| Vitesse max km/h              | 216 km/h           | 228 km/h           |
| 400 m départ arreté           | 15,6 s.            | 15,1 s.            |
| km départ arreté              | 28,8 s.            | 27,5 s.            |
| 0 à 100 km/h :                | 8,1 s.             | 7,2 s.             |

H27x
Herbert HARTGE a même poussé l'exercice sur la E30 325ix touring (donc la version 4 roues motrices et break), ou seulement 3 exemplaires ont été répertorié, une en Allemagne (grise) intérieur tissu et pas de décoration extérieure, et deux en noire (roues 16", équipements complets à l'intérieur comme à l'extérieur avec leurs jupes spécifiques), une en Belgique (intérieur cuir noir sport) et une France (intérieur cuir beige sport), reconnaissable à leurs logos HARTGE et la sortie ovale coudée HARTGE.
H27 SP
Avec un système d'induction spécial pour la M20 avec un collecteur d'admission de type Ferrari, où chaque cylindre avait son propre papillon, des corps de papillon individuels, la puissance était de 220 CV à 6400 tr/min. Pas de code moteur spécifique.
| Comparatif                    | BMW 325i           | H27 SP             |
| Cylindrée en cm3              | 2 494              | 2 693              |
| Puissance CV (à nbre tours) : | 171 (5 800 tr/min) | 220 (6 400 tr/min) |
| Couple N (à nbre tours) :     | 225 (4 000 tr/min) | 273 (4 900 tr/min) |
| Vitesse max km/h              | 216 km/h           | 234 km/h           |
| 400 m départ arreté           | 15,6 s.            | 14,9 s.            |
| km départ arreté              | 28,8 s.            | 27,3 s.            |
| 0 à 100 km/h :                | 8,1 s.             | 7,0 s.             |

H28
La voiture a quitté BMW en tant que modèle haut de gamme 323i, HARTGE a retiré le moteur et l'a mis à la poubelle et l'a remplacé par un moteur M30 de 2,8 litres réglé que l'on trouve normalement dans les modèles des séries 5/6/7 de l'époque. Il a 210 CV, 270 Nm de couple. Difficile de savoir le nombre fabriqués à l'usine ou expédié (en Angleterre ou Japon).
| Base moteur M30               | H28                |
| Cylindrée en cm3              | 2 788              |
| Puissance CV (à nbre tours) : | 210 (6 400 tr/min) |
| Couple N (à nbre tours) :     | 270 (4 800 tr/min) |
| Vitesse max km/h              | 229 km/h           |
| 400 m départ arreté           | 15,0 s.            |
| km départ arreté              | 27,2 s.            |
| 0 à 100 km/h :                | 7,0 s.             |

H35
Une autre création folle, c'était la carrosserie standard de l'E30 avec le M30 de 3,5 litres de 250 ch. Pas aussi rapide que l'ALPINA B6 3,5, mais avec un cadre typique et des rotors HARTGE de 296 mm, c'était toujours une voiture de haute qualité.
| Base moteur M30               | H35                | H35-24             | H35-24 export      |
| Cylindrée en cm3              | 3 428              | 3 453              | 3 453              |
| Puissance CV (à nbre tours) : | 254 (6 100 tr/min) | 286 (6 800 tr/min) | 330 (6 800 tr/min) |
| Couple N (à nbre tours) :     | 340 (4 000 tr/min) | 340 (4 500 tr/min) | 362 (4 500 tr/min) |
| Vitesse max km/h              | 248 km/h           | 260 km/h           | 268 km/h           |
| 400 m départ arreté           | 14,3 s.            |                    |                    |
| km départ arreté              | 25,4 s.            |                    | 24,9 s             |
| 0 à 100 km/h :                | 6.2 s              | 6,0 s.             | 5,6 s.             |

H35-24
Une voiture pour les fous, sans doute le GRAAL pour une E30 HARTGE ! Avec une carrosserie de E30 basée sur la M3, mais avec le S38b35 des M6 e24 et M5 e28 avec 286 CV voir 330 CV version export... très rapide ! Peut-être trop rapide. 6 exemplaires sortiront de l'usine.
HARTGE propose plusieurs modèles comme la H50, une BMW Série 5 E60 équipée du V10 5,0 litres 507 ch de la M5 et M6, et améliore aussi des motorisations Diesel comme le 3,0 litres BMW qui passe de 231 à 255 ch et de 500 à 591 N m.
HARTGE a même préparé la Renault Laguna (Hartge B52) avec un V6 Biturbo provenant de la mythique Safrane Biturbo portée à 280 ch (268 ch d'origine) qui engendre une vitesse de pointe de plus de 250 km/h. Au début des années 1990, l’entreprise HARTGE a été sollicitée par Renault pour développer une version survitaminée de la Laguna. Malheureusement, cette version transformée (HARTGE B52) qui reprend une variante améliorée du moteur de la Safran Biturbo- n’a pas eu le succès escompté. Renault a dû donc renoncer au projet et a donc annulé la commande chez HARTGE. Seuls quelques unités ont été produites et certains d’entre elles sont encore en circulation. 
Quelques spécifications techniques :
| modèles     | modèles BMW             | année(s)  | carburant  | type moteur (7) | cylindrée | puissance fiscale | puissance | couple | poids | conso. normalisée | V. max | 0-100 km/h | production |
| modèles     | modèles BMW             | année(s)  | carburant  | type moteur (7) | cm3       | CV                | ch        | N m    | kg    | l/100 km          | km/h   | s          | production |
| ----------- | ----------------------- | --------- | ---------- | --------------- | --------- | ----------------- | --------- | ------ | ----- | ----------------- | ------ | ---------- | ---------- |
| Mini        | Mini Cooper S           | 2004      | sans-plomb | L4              | 1 598     | -                 | 200       | 245    | -     | -                 | 225    | 6,9        | -          |
| Range Rover | Range Rover             | 2004      | sans-plomb | V8              | 4 930     | -                 | 370       | 510    | -     | -                 | -      | -          | -          |
| 118d        | BMW E87                 | 2006      | diesel     | L4              | 1 995     | -                 | 146       | 330    | -     | -                 | -      | -          | -          |
| 120d        | BMW E87                 | 2006      | diesel     | L4              | 1 995     | -                 | 180       | 390    | -     | -                 | -      | -          | -          |
| 320d        | BMW E46                 | -         | diesel     | L4              | 1 995     | -                 | 179       | 370    | -     | -                 | -      | -          | -          |
| 330d        | BMW E46                 | -         | diesel     | L6              | 2 926     | -                 | 245       | 460    | -     | -                 | -      | -          | -          |
| 330d        | BMW E46                 | -         | diesel     | L6              | 2 926     | -                 | 220       | 440    | -     | -                 | -      | -          | -          |
| 330i        | BMW E46                 | -         | sans-plomb | L6              | 2 979     | -                 | 300       | 400    | -     | -                 | -      | -          | -          |
| Série 3     | BMW E46                 | -         | sans-plomb | L6              | 3 300     | -                 | 343       | 365    | -     | -                 | -      | -          | -          |
| M3          | BMW E46                 | -         | sans-plomb | V8              | 4 941     | -                 | 400       | 500    | -     | -                 | 300    | 4,7        | -          |
| 330i        | BMW E90                 | 2005      | sans-plond | L6              | 2 993     | 17                | 258       | -      | -     | -                 | 250    | -          | -          |
| 335i        | BMW E90/E92/E93         | -         | sans-plomb | L6              | 2 979     | -                 | 340       | 450    | -     | -                 | -      | -          | -          |
| 330d        | BMW E90/E92/E93         | -         | diesel     | L6              | 2 993     | -                 | 270       | 591    | -     | -                 | -      | -          | -          |
| 335d        | BMW E90/E92/E93         | -         | diesel     | L6              | 2 993     | -                 | 335       | 675    | -     | -                 | -      | -          | -          |
| Série 5     | BMW E34                 | -         | -          | -               | -         | -                 | -         | -      | -     | -                 | -      | -          | -          |
| 540i        | BMW E39                 | -         | sans-plomb | V8              | 4 930     | -                 | 370       | 510    | -     | -                 | -      | -          | -          |
| M5          | BMW E39                 | -         | sans-plomb | V8              | 4 941     | -                 | -         | -      | -     | -                 | -      | -          | -          |
| 530d        | BMW E39                 | -         | diesel     | L6              | 2 926     | -                 | 231       | 460    | -     | -                 | -      | -          | -          |
| 530d        | BMW E39                 | -         | diesel     | L6              | 2 926     | -                 | 220       | 440    | -     | -                 | -      | -          | -          |
| M5          | BMW E60                 | -         | sans-plomb | V10             | 4 999     | -                 | 507       | 520    | -     | -                 | 320    | -          | -          |
| 530d        | BMW E60/E61             | -         | diesel     | L6              | 2 993     | -                 | 255       | 550    | -     | -                 | -      | -          | -          |
| 645Ci       | BMW E63/E64             | -         | sans-plomb | V8              | 4 398     | -                 | -         | -      | -     | -                 | -      | -          | -          |
| M6          | BMW E63                 | -         | sans-plomb | V10             | 4 999     | -                 | 507       | 520    | -     | -                 | 320    | -          | -          |
| 730d        | BMW E65                 | -         | diesel     | L6              | 2 993     | -                 | 255       | 550    | -     | -                 | -      | -          | -          |
| 740i        | BMW E38                 | -         | sans-plomb | V8              | 4 930     | -                 | 370       | 510    | -     | -                 | -      | -          | -          |
| 730d        | BMW E38                 | -         | diesel     | L6              | 2 926     | -                 | 231       | 460    | -     | -                 | -      | -          | -          |
| 730d        | BMW E38                 | -         | diesel     | L6              | 2 926     | -                 | 220       | 440    | -     | -                 | -      | -          | -          |
| 730i        | BMW E32                 | -         | sans-plomb | V8              | 2 997     | -                 | -         | -      | -     | -                 | -      | -          | -          |
| 750i        | BMW E32                 | -         | sans-plomb | V12             | 4 988     | -                 | -         | -      | -     | -                 | -      | -          | -          |
| 840i        | BMW E31                 | -         | sans-plomb | V8              | 4 930     | -                 | 370       | 510    | -     | -                 | -      | -          | -          |
| X3 3.0i     | BMW X3 3.0i             | -         | sans-plomb | L6              | 2 995     | -                 | 300       | 400    | -     | -                 | -      | -          | -          |
| X3 2.0d     | BMW X3 2.0d             | -         | diesel     | L4              | 1 995     | -                 | 179       | 370    | -     | -                 | -      | -          | -          |
| X3 3.0d     | BMW X3 3.0d             | -         | diesel     | L6              | 2 993     | -                 | 245       | 460    | -     | -                 | -      | -          | -          |
| X5          | BMW X5                  | 2008      | sans-plomb | V8              | 4 930     | -                 | 370       | 510    | -     | -                 | 240    | 5,8        | -          |
| Z3          | BMW Z3M                 | -         | sans-plomb | V8              | 4 930     | -                 | 370       | 510    | -     | -                 | -      | -          | -          |
| Z4          | BMW Z4                  | -         | sans-plomb | V8              | 4 941     | -                 | 400       | 500    | -     | -                 | -      | -          | -          |
| Renault     | Safrane Baccara Biturbo | 1994-1996 | Sans plomb | V6              | 2 963     |                   | 268       | 365    |       |                   | 250    | 7,2        | 806        |
| Z8          | BMW Z8                  | -         | sans-plomb | V8              | 4 941     | -                 | 400       | 500    | -     | -                 | -      | -          | -          |

- Modèles spécifiques
  - H50
  - H2
  - H35
    - H35-24

  - H27
    - H27SP

  - H26

(1) L4 : moteur 4 cylindres en ligne / L6 : moteur 6 cylindres en ligne / V8 : moteur 8 cylindres en V / V10 : moteur 10 cylindres en V / V12 : moteur 12 cylindres en V

## Sources
1. ↑  (de) « Tuner: Hartge GmbH », sur Auto Motor und Sport (consulté le 28 juin 2025)
2. ↑  Herbert HARTGE, « Abschließende Erörterung », dans HARTGE 1989, HARTGE CATALOGUE, 1989, 199–213 p. (ISBN 978-3-8244-4023-8, lire en ligne)